# Női jégkorongtorna a 2014. évi téli olimpiai játékokon
A 2014. évi téli olimpiai játékokon a női jégkorongtornát Szocsi két csarnokában rendezték meg február 8. és 20. között. A tornán 8 csapat vett részt. Az aranyérmet a kanadai csapat nyerte, története során negyedszer.
A döntőben Kanada az Egyesült Államokkal mérkőzött. Az amerikaiak a második harmad közepén és a harmadik harmad elején is egy-egy gólt szereztek, így 42 perc után 2–0-ra vezettek. Három és fél perccel a vége előtt a kanadaiak szereztek egy gólt, az állás 2–1 lett. 1:35-tel a vége előtt a kanadaiak lehozták a kapusukat, hogy egy plusz támadóval próbáljanak egyenlíteni. 1:26-tal a vége előtt a kanadaiak üres kapuja felé tartó korong a kapuvasról jött ki. Ezt követően 0:55-tel a vége előtt Kanadának sikerült az újabb gólszerzés. A harmadik harmad végéig már nem változott az eredmény, következett a hosszabbítás. A hosszabbítás 9. percében a kanadaiak kettős emberelőnyben, a korong megjáratása után újabb gólt szereztek, így megnyerték a mérkőzést és megvédték címüket.
2020-ban az orosz válogatottat több játékos tiltott szer használata miatt, utólag megfosztották a 6. helyezésétől.

## Résztvevők
A tornán a házigazda Oroszországon kívül a Nemzetközi Jégkorongszövetség által készített 2012-es világranglista első öt helyezettje, valamint a két olimpiai selejtezőtorna győztese vehetett részt.

## Lebonyolítás
A nyolc csapatot két darab négyes csoportba osztották be. Az A csoportba a világranglista első négy helyezettje került, a B csoportba a másik négy csapat. Az A csoport első két helyezettje közvetlenül az elődöntőbe jutott. Az A csoport 3. és 4., valamint a B csoport első két helyezettje egy mérkőzést játszott az elődöntőbe jutásért.
Párosítások az elődöntőbe jutásért
- A3 – B2
- A4 – B1

A győztes csapatok bejutnak az elődöntőbe.
Elődöntő párosítása
- A1 – A4/B1
- A2 – A3/B2

A győztesek az aranyéremért, a vesztesek pedig a bronzéremért mérkőztek.

## Csoportkör
Zárójelben a csapat világranglistán elfoglalt helyezése olvasható, ami meghatározta csoportbeli elhelyezésüket.
| A csoport                                                                                  | B csoport                                                                                   |
| ------------------------------------------------------------------------------------------ | ------------------------------------------------------------------------------------------- |
| Kanada (CAN) (1.) · Egyesült Államok (USA) (2.) · Finnország (FIN) (3.) · Svájc (SUI) (4.) | Svédország (SWE) (5.) · Oroszország (RUS) (6.) · Németország (GER) (8.) · Japán (JPN) (11.) |

Az időpontok moszkvai idő szerint (UTC+4), zárójelben magyar idő szerint (UTC+1) olvashatóak.

### A csoport
| Hely. | Csapat                 | M | Gy | HGy | HV | V | G+ | G– | Gk  | P | Továbbjutás |
| ----- | ---------------------- | - | -- | --- | -- | - | -- | -- | --- | - | ----------- |
| 1.    | Kanada (CAN)           | 3 | 3  | 0   | 0  | 0 | 11 | 2  | +9  | 9 | Elődöntő    |
| 2.    | Egyesült Államok (USA) | 3 | 2  | 0   | 0  | 1 | 14 | 4  | +10 | 6 | Elődöntő    |
| 3.    | Finnország (FIN)       | 3 | 0  | 1   | 0  | 2 | 5  | 9  | −4  | 2 | Negyeddöntő |
| 4.    | Svájc (SUI)            | 3 | 0  | 0   | 1  | 2 | 3  | 18 | −15 | 1 | Negyeddöntő |

| 2014. február 8. 12:00 (9:00) | Egyesült Államok (USA) | 3–1 (1–0, 2–0, 0–1) | Finnország (FIN) | Sajba Aréna, Szocsi Nézőszám: 4135 |

| Jegyzőkönyv | Jegyzőkönyv   | Jegyzőkönyv                          | Jegyzőkönyv | Jegyzőkönyv                                                                |
| --- | ------------- | ------------------------------------ | ----------- | -------------------------------------------------------------------------- |
| | Jessie Vetter | Kapusok                              | Noora Räty  | Játékvezető: Nicole Hertrich Vonalbírók: Therese Bjorkman Stephanie Gagnon |
| \| H. Knight – 00:53 \| 1–0 \| \| \| K. Stack (H. Knight, M. Bozek) – 27:42 \| 2–0 \| \| \| A. Carpenter (A. Schleper) (PP) – 35:59 \| 3–0 \| \| \| \| 3–1 \| 55:22 – S. Tapani (M. Karvinen) (PP) \| |               |                                      |             | Játékvezető: Nicole Hertrich Vonalbírók: Therese Bjorkman Stephanie Gagnon |
| 4 perc | Büntetések    | 8 perc                               |             | Játékvezető: Nicole Hertrich Vonalbírók: Therese Bjorkman Stephanie Gagnon |
| 43 | Lövések       | 15                                   |             | Játékvezető: Nicole Hertrich Vonalbírók: Therese Bjorkman Stephanie Gagnon |
| H. Knight – 00:53 | 1–0           |                                      |             | Játékvezető: Nicole Hertrich Vonalbírók: Therese Bjorkman Stephanie Gagnon |
| K. Stack (H. Knight, M. Bozek) – 27:42 | 2–0           |                                      |             | Játékvezető: Nicole Hertrich Vonalbírók: Therese Bjorkman Stephanie Gagnon |
| A. Carpenter (A. Schleper) (PP) – 35:59 | 3–0           |                                      |             | Játékvezető: Nicole Hertrich Vonalbírók: Therese Bjorkman Stephanie Gagnon |
| | 3–1           | 55:22 – S. Tapani (M. Karvinen) (PP) |             |                                                                            |

| 2014. február 8. 17:00 (14:00) | Kanada (CAN) | 5–0 (2–0, 3–0, 0–0) | Svájc (SUI) | Sajba Aréna, Szocsi Nézőszám: 4386 |

| Jegyzőkönyv | Jegyzőkönyv      | Jegyzőkönyv | Jegyzőkönyv        | Jegyzőkönyv                                                          |
| --- | ---------------- | ----------- | ------------------ | -------------------------------------------------------------------- |
| | Charline Labonté | Kapusok     | Florence Schelling | Játékvezető: Aina Hove Vonalbírók: Alicia Hanrahan Michaela Kúdelová |
| \| J. Larocque (N. Spooner) – 01:25 \| 1–0 \| \| \| T. Watchorn (R. Johnston) – 06:30 \| 2–0 \| \| \| H. Wickenheiser (SH) – 23:54 \| 3–0 \| \| \| M-P. Poulin (J. Hefford, R. Johnston) – 32:28 \| 4–0 \| \| \| R. Johnston (M-P. Poulin) – 36:10 \| 5–0 \| \| |                  |             |                    | Játékvezető: Aina Hove Vonalbírók: Alicia Hanrahan Michaela Kúdelová |
| 2 perc | Büntetések       | 4 perc      |                    | Játékvezető: Aina Hove Vonalbírók: Alicia Hanrahan Michaela Kúdelová |
| 69 | Lövések          | 14          |                    | Játékvezető: Aina Hove Vonalbírók: Alicia Hanrahan Michaela Kúdelová |
| J. Larocque (N. Spooner) – 01:25 | 1–0              |             |                    | Játékvezető: Aina Hove Vonalbírók: Alicia Hanrahan Michaela Kúdelová |
| T. Watchorn (R. Johnston) – 06:30 | 2–0              |             |                    | Játékvezető: Aina Hove Vonalbírók: Alicia Hanrahan Michaela Kúdelová |
| H. Wickenheiser (SH) – 23:54 | 3–0              |             |                    | Játékvezető: Aina Hove Vonalbírók: Alicia Hanrahan Michaela Kúdelová |
| M-P. Poulin (J. Hefford, R. Johnston) – 32:28 | 4–0              |             |                    |                                                                      |
| R. Johnston (M-P. Poulin) – 36:10 | 5–0              |             |                    |                                                                      |

| 2014. február 10. 14:00 (11:00) | Egyesült Államok (USA) | 9–0 (5–0, 1–0, 3–0) | Svájc (SUI) | Sajba Aréna, Szocsi Nézőszám: 3812 |

| Jegyzőkönyv | Jegyzőkönyv  | Jegyzőkönyv | Jegyzőkönyv        | Jegyzőkönyv                                                                |
| --- | ------------ | ----------- | ------------------ | -------------------------------------------------------------------------- |
| | Molly Schaus | Kapusok     | Florence Schelling | Játékvezető: Melanie Bordeleau Vonalbírók: Denise Caughey Charlotte Girard |
| \| M. Lamoureux (J. Lamoureux, M. Duggan) – 09:20 \| 1–0 \| \| \| B. Decker (A. Kessel, H. Knight) – 10:07 \| 2–0 \| \| \| A. Kessel (K. Coyne) – 10:15 \| 3–0 \| \| \| H. Knight (K. Stack, J. Chu) – 14:23 \| 4–0 \| \| \| A. Kessel (B. Decker, K. Coyne) (PP) – 15:42 \| 5–0 \| \| \| M. Lamoureux (J. Lamoureux, L. Stecklein) – 13:26 \| 6–0 \| \| \| K. Coyne (K. Stack) – 40:49 \| 7–0 \| \| \| K. Coyne (A. Kessel, M. Bozek) – 43:59 \| 8–0 \| \| \| A. Carpenter (J. Pucci) – 55:39 \| 9–0 \| \| |              |             |                    | Játékvezető: Melanie Bordeleau Vonalbírók: Denise Caughey Charlotte Girard |
| 4 perc | Büntetések   | 8 perc      |                    | Játékvezető: Melanie Bordeleau Vonalbírók: Denise Caughey Charlotte Girard |
| 53 | Lövések      | 10          |                    | Játékvezető: Melanie Bordeleau Vonalbírók: Denise Caughey Charlotte Girard |
| M. Lamoureux (J. Lamoureux, M. Duggan) – 09:20 | 1–0          |             |                    | Játékvezető: Melanie Bordeleau Vonalbírók: Denise Caughey Charlotte Girard |
| B. Decker (A. Kessel, H. Knight) – 10:07 | 2–0          |             |                    | Játékvezető: Melanie Bordeleau Vonalbírók: Denise Caughey Charlotte Girard |
| A. Kessel (K. Coyne) – 10:15 | 3–0          |             |                    | Játékvezető: Melanie Bordeleau Vonalbírók: Denise Caughey Charlotte Girard |
| H. Knight (K. Stack, J. Chu) – 14:23 | 4–0          |             |                    |                                                                            |
| A. Kessel (B. Decker, K. Coyne) (PP) – 15:42 | 5–0          |             |                    |                                                                            |
| M. Lamoureux (J. Lamoureux, L. Stecklein) – 13:26 | 6–0          |             |                    |                                                                            |
| K. Coyne (K. Stack) – 40:49 | 7–0          |             |                    |                                                                            |
| K. Coyne (A. Kessel, M. Bozek) – 43:59 | 8–0          |             |                    |                                                                            |
| A. Carpenter (J. Pucci) – 55:39 | 9–0          |             |                    |                                                                            |

| 2014. február 10. 19:00 (16:00) | Finnország (FIN) | 0–3 (0–0, 0–0, 0–3) | Kanada (CAN) | Sajba Aréna, Szocsi Nézőszám: 4837 |

| Jegyzőkönyv | Jegyzőkönyv | Jegyzőkönyv                                   | Jegyzőkönyv      | Jegyzőkönyv                                                         |
| --- | ----------- | --------------------------------------------- | ---------------- | ------------------------------------------------------------------- |
| | Noora Raty  | Kapusok                                       | Shannon Szabados | Játékvezető: Joy Tottman Vonalbírók: Therese Bjorkman Laura Johnson |
| \| \| 0–1 \| 49:27 – M. Agosta-Marciano (PP) \| \| \| 0–2 \| 52:24 – J. Hefford \| \| \| 0–3 \| 56:36 – R. Johnston (J. Hefford, M-P. Poulin) \| |             |                                               |                  | Játékvezető: Joy Tottman Vonalbírók: Therese Bjorkman Laura Johnson |
| 10 perc | Büntetések  | 12 perc                                       |                  | Játékvezető: Joy Tottman Vonalbírók: Therese Bjorkman Laura Johnson |
| 14 | Lövések     | 42                                            |                  | Játékvezető: Joy Tottman Vonalbírók: Therese Bjorkman Laura Johnson |
| | 0–1         | 49:27 – M. Agosta-Marciano (PP)               |                  | Játékvezető: Joy Tottman Vonalbírók: Therese Bjorkman Laura Johnson |
| | 0–2         | 52:24 – J. Hefford                            |                  | Játékvezető: Joy Tottman Vonalbírók: Therese Bjorkman Laura Johnson |
| | 0–3         | 56:36 – R. Johnston (J. Hefford, M-P. Poulin) |                  | Játékvezető: Joy Tottman Vonalbírók: Therese Bjorkman Laura Johnson |

| 2014. február 12. 12:00 (9:00) | Svájc (SUI) | 3–4 (h.u.) (0–2, 2–1, 1–0, 0–1) | Finnország (FIN) | Sajba Aréna, Szocsi Nézőszám: 4211 |

| Jegyzőkönyv | Jegyzőkönyv        | Jegyzőkönyv                                         | Jegyzőkönyv | Jegyzőkönyv                                                         |
| --- | ------------------ | --------------------------------------------------- | ----------- | ------------------------------------------------------------------- |
| | Florence Schelling | Kapusok                                             | Noora Räty  | Játékvezető: Erin Blair Vonalbírók: Laura Johnson Michaela Kúdelová |
| \| \| 0–1 \| 07:56 – J. Hiirikoski (M. Jalosuo, M. Karvinen) \| \| \| 0–2 \| 09:55 – M. Karvinen, (S. Tapani, A. Kilponen) \| \| 23:28 – R. Eggiman (N. Bullo) \| 1–2 \| \| \| 28:00 – P. Stanz (J. Lutz) (PP) \| 2–2 \| \| \| \| 2–3 \| 35:31 – M. Karvinen (S. Tapani, J. Hiirikoski) (PP) \| \| 56:25 – S. Marty (N. Bullo) (PP) \| 3–3 \| \| \| \| 3–4 \| 62:38 – J. Hiirikoski (L. Valimaki, A. Kilponen) \| |                    |                                                     |             | Játékvezető: Erin Blair Vonalbírók: Laura Johnson Michaela Kúdelová |
| 31 perc | Büntetések         | 12 perc                                             |             | Játékvezető: Erin Blair Vonalbírók: Laura Johnson Michaela Kúdelová |
| 27 | Lövések            | 34                                                  |             | Játékvezető: Erin Blair Vonalbírók: Laura Johnson Michaela Kúdelová |
| | 0–1                | 07:56 – J. Hiirikoski (M. Jalosuo, M. Karvinen)     |             | Játékvezető: Erin Blair Vonalbírók: Laura Johnson Michaela Kúdelová |
| | 0–2                | 09:55 – M. Karvinen, (S. Tapani, A. Kilponen)       |             | Játékvezető: Erin Blair Vonalbírók: Laura Johnson Michaela Kúdelová |
| 23:28 – R. Eggiman (N. Bullo) | 1–2                |                                                     |             | Játékvezető: Erin Blair Vonalbírók: Laura Johnson Michaela Kúdelová |
| 28:00 – P. Stanz (J. Lutz) (PP) | 2–2                |                                                     |             |                                                                     |
| | 2–3                | 35:31 – M. Karvinen (S. Tapani, J. Hiirikoski) (PP) |             |                                                                     |
| 56:25 – S. Marty (N. Bullo) (PP) | 3–3                |                                                     |             |                                                                     |
| | 3–4                | 62:38 – J. Hiirikoski (L. Valimaki, A. Kilponen)    |             |                                                                     |

| 2014. február 12. 16:30 (13:30) | Kanada (CAN) | 3–2 (0–0, 0–1, 3–1) | Egyesült Államok (USA) | Sajba Aréna, Szocsi Nézőszám: 4812 |

| Jegyzőkönyv | Jegyzőkönyv      | Jegyzőkönyv                                        | Jegyzőkönyv    | Jegyzőkönyv                                                         |
| --- | ---------------- | -------------------------------------------------- | -------------- | ------------------------------------------------------------------- |
| | Charline Labonté | Kapusok                                            | Jessica Vetter | Játékvezető: Anna Eskola Vonalbírók: Ilona Novotná Zuzana Svobodová |
| \| \| 0–1 \| 37:34 – H. Knight (A. Carpenter, A. Schleper) (PP) \| \| M. Agosta-Marciano (H. Wickenheiser) (PP) – 42:24 \| 1–1 \| \| \| H. Wickenheiser (N. Spooner, M. Agosta-Marciano) – 43:54 \| 2–1 \| \| \| M. Agosta-Marciano – 54:55 \| 3–1 \| \| \| \| 3–2 \| 58:55 – A. Schleper \| |                  |                                                    |                | Játékvezető: Anna Eskola Vonalbírók: Ilona Novotná Zuzana Svobodová |
| 8 perc | Büntetések       | 10 perc                                            |                | Játékvezető: Anna Eskola Vonalbírók: Ilona Novotná Zuzana Svobodová |
| 31 | Lövések          | 27                                                 |                | Játékvezető: Anna Eskola Vonalbírók: Ilona Novotná Zuzana Svobodová |
| | 0–1              | 37:34 – H. Knight (A. Carpenter, A. Schleper) (PP) |                | Játékvezető: Anna Eskola Vonalbírók: Ilona Novotná Zuzana Svobodová |
| M. Agosta-Marciano (H. Wickenheiser) (PP) – 42:24 | 1–1              |                                                    |                | Játékvezető: Anna Eskola Vonalbírók: Ilona Novotná Zuzana Svobodová |
| H. Wickenheiser (N. Spooner, M. Agosta-Marciano) – 43:54 | 2–1              |                                                    |                | Játékvezető: Anna Eskola Vonalbírók: Ilona Novotná Zuzana Svobodová |
| M. Agosta-Marciano – 54:55 | 3–1              |                                                    |                |                                                                     |
| | 3–2              | 58:55 – A. Schleper                                |                |                                                                     |

### B csoport
| Hely. | Csapat            | M | Gy | HGy | HV | V | G+ | G– | Gk | P | Továbbjutás  |
| ----- | ----------------- | - | -- | --- | -- | - | -- | -- | -- | - | ------------ |
| 1.    | Oroszország (RUS) | 3 | 3  | 0   | 0  | 0 | 9  | 3  | +6 | 9 | Negyeddöntő  |
| 2.    | Svédország (SWE)  | 3 | 2  | 0   | 0  | 1 | 6  | 3  | +3 | 6 | Negyeddöntő  |
| 3.    | Németország (GER) | 3 | 1  | 0   | 0  | 2 | 5  | 8  | −3 | 3 | 5–8. helyért |
| 4.    | Japán (JPN)       | 3 | 0  | 0   | 0  | 3 | 1  | 7  | −6 | 0 | 5–8. helyért |

| 2014. február 9. 12:00 (9:00) | Svédország (SWE) | 1–0 (1–0, 0–0, 0–0) | Japán (JPN) | Sajba Aréna, Szocsi Nézőszám: 2928 |

| Jegyzőkönyv                                                       | Jegyzőkönyv       | Jegyzőkönyv | Jegyzőkönyv     | Jegyzőkönyv                                                           |
| ----------------------------------------------------------------- | ----------------- | ----------- | --------------- | --------------------------------------------------------------------- |
|                                                                   | Valentina Wallner | Kapusok     | Fudzsimoto Nana | Játékvezető: Erin Blair Vonalbírók: Charlotte Girard Zuzana Svobodová |
| \| J. Asserholt (E. Eliasson, E. Grahm) (PP) – 12:38 \| 1–0 \| \| |                   |             |                 | Játékvezető: Erin Blair Vonalbírók: Charlotte Girard Zuzana Svobodová |
| 8 perc                                                            | Büntetések        | 4 perc      |                 | Játékvezető: Erin Blair Vonalbírók: Charlotte Girard Zuzana Svobodová |
| 23                                                                | Lövések           | 19          |                 | Játékvezető: Erin Blair Vonalbírók: Charlotte Girard Zuzana Svobodová |
| J. Asserholt (E. Eliasson, E. Grahm) (PP) – 12:38                 | 1–0               |             |                 | Játékvezető: Erin Blair Vonalbírók: Charlotte Girard Zuzana Svobodová |

| 2014. február 9. 17:00 (14:00) | Oroszország (RUS) | 4–1 (0–0, 0–1, 4–0) | Németország (GER) | Sajba Aréna, Szocsi Nézőszám: 5048 |

| Jegyzőkönyv | Jegyzőkönyv     | Jegyzőkönyv                    | Jegyzőkönyv  | Jegyzőkönyv                                                      |
| --- | --------------- | ------------------------------ | ------------ | ---------------------------------------------------------------- |
| | Julija Leszkina | Kapusok                        | Viona Harrer | Játékvezető: Anna Eskola Vonalbírók: Laura Johnson Ilona Novotná |
| \| \| 0–1 \| 26:48 – F. Busch (M. Anwander) \| \| I. Gavrilova (A. Homics, J. Szmolenceva) – 45:04 \| 1–1 \| \| \| O. Szoszina (I. Gyubanok, T. Burina) (PP) – 48:49 \| 2–1 \| \| \| J. Szmolenceva (A. Sibanova) – 49:27 \| 3–1 \| \| \| O. Szoszina (I. Gyubanok, J. Szmolenceva) – 52:15 \| 4–1 \| \| |                 |                                |              | Játékvezető: Anna Eskola Vonalbírók: Laura Johnson Ilona Novotná |
| 4 perc | Büntetések      | 8 perc                         |              | Játékvezető: Anna Eskola Vonalbírók: Laura Johnson Ilona Novotná |
| 37 | Lövések         | 15                             |              | Játékvezető: Anna Eskola Vonalbírók: Laura Johnson Ilona Novotná |
| | 0–1             | 26:48 – F. Busch (M. Anwander) |              | Játékvezető: Anna Eskola Vonalbírók: Laura Johnson Ilona Novotná |
| I. Gavrilova (A. Homics, J. Szmolenceva) – 45:04 | 1–1             |                                |              | Játékvezető: Anna Eskola Vonalbírók: Laura Johnson Ilona Novotná |
| O. Szoszina (I. Gyubanok, T. Burina) (PP) – 48:49 | 2–1             |                                |              | Játékvezető: Anna Eskola Vonalbírók: Laura Johnson Ilona Novotná |
| J. Szmolenceva (A. Sibanova) – 49:27 | 3–1             |                                |              |                                                                  |
| O. Szoszina (I. Gyubanok, J. Szmolenceva) – 52:15 | 4–1             |                                |              |                                                                  |

| 2014. február 11. 14:00 (11:00) | Németország (GER) | 0–4 (0–1, 0–0, 0–3) | Svédország (SWE) | Sajba Aréna, Szocsi Nézőszám: 4015 |

| Jegyzőkönyv | Jegyzőkönyv    | Jegyzőkönyv                                     | Jegyzőkönyv       | Jegyzőkönyv                                                           |
| --- | -------------- | ----------------------------------------------- | ----------------- | --------------------------------------------------------------------- |
| | Jennifer Harss | Kapusok                                         | Kim Martin Hasson | Játékvezető: Aina Hove Vonalbírók: Stephanie Gagnon Michaela Kúdelová |
| \| \| 0–1 \| 01:00 – E. Nordin (E. Eliasson, E. Grahm) \| \| \| 0–2 \| 47:42 - C. Östberg (A. Borgqvist) \| \| \| 0–3 \| 50:31 - J. Olofsson (C. Östberg, M. Löwenhielm) \| \| \| 0–4 \| 51:35 - P. Winberg (A. Borgqvist) \| |                |                                                 |                   | Játékvezető: Aina Hove Vonalbírók: Stephanie Gagnon Michaela Kúdelová |
| 4 perc | Büntetések     | 10 perc                                         |                   | Játékvezető: Aina Hove Vonalbírók: Stephanie Gagnon Michaela Kúdelová |
| 21 | Lövések        | 29                                              |                   | Játékvezető: Aina Hove Vonalbírók: Stephanie Gagnon Michaela Kúdelová |
| | 0–1            | 01:00 – E. Nordin (E. Eliasson, E. Grahm)       |                   | Játékvezető: Aina Hove Vonalbírók: Stephanie Gagnon Michaela Kúdelová |
| | 0–2            | 47:42 - C. Östberg (A. Borgqvist)               |                   | Játékvezető: Aina Hove Vonalbírók: Stephanie Gagnon Michaela Kúdelová |
| | 0–3            | 50:31 - J. Olofsson (C. Östberg, M. Löwenhielm) |                   | Játékvezető: Aina Hove Vonalbírók: Stephanie Gagnon Michaela Kúdelová |
| | 0–4            | 51:35 - P. Winberg (A. Borgqvist)               |                   |                                                                       |

| 2014. február 11. 19:00 (16:00) | Oroszország (RUS) | 2–1 (1–0, 0–0, 1–1) | Japán (JPN) | Sajba Aréna, Szocsi Nézőszám: 4897 |

| Jegyzőkönyv | Jegyzőkönyv  | Jegyzőkönyv               | Jegyzőkönyv     | Jegyzőkönyv                                                             |
| --- | ------------ | ------------------------- | --------------- | ----------------------------------------------------------------------- |
| | Anna Prugova | Kapusok                   | Fudzsimoto Nana | Játékvezető: Nicole Hertrich Vonalbírók: Denise Caughey Alicia Hanrahan |
| \| T. Burina – 11:39 \| 1–0 \| \| \| \| 1–1 \| 40:33 – Toko A. (Kubo H.) \| \| A. Vafina (SH) – 51:36 \| 2–1 \| \| |              |                           |                 | Játékvezető: Nicole Hertrich Vonalbírók: Denise Caughey Alicia Hanrahan |
| 6 perc | Büntetések   | 6 perc                    |                 | Játékvezető: Nicole Hertrich Vonalbírók: Denise Caughey Alicia Hanrahan |
| 38 | Lövések      | 22                        |                 | Játékvezető: Nicole Hertrich Vonalbírók: Denise Caughey Alicia Hanrahan |
| T. Burina – 11:39                                                                                                  | 1–0          |                           |                 | Játékvezető: Nicole Hertrich Vonalbírók: Denise Caughey Alicia Hanrahan |
| | 1–1          | 40:33 – Toko A. (Kubo H.) |                 | Játékvezető: Nicole Hertrich Vonalbírók: Denise Caughey Alicia Hanrahan |
| A. Vafina (SH) – 51:36                                                                                             | 2–1          |                           |                 | Játékvezető: Nicole Hertrich Vonalbírók: Denise Caughey Alicia Hanrahan |

| 2014. február 13. 12:00 (9:00) | Japán (JPN) | 0–4 (0–1, 0–1, 0–2) | Németország (GER) | Sajba Aréna, Szocsi Nézőszám: 2618 |

| Jegyzőkönyv | Jegyzőkönyv     | Jegyzőkönyv                                         | Jegyzőkönyv  | Jegyzőkönyv                                                                  |
| --- | --------------- | --------------------------------------------------- | ------------ | ---------------------------------------------------------------------------- |
| | Fudzsimoto Nana | Kapusok                                             | Viona Harrer | Játékvezető: Melanie Bordeleau Vonalbírók: Therese Björkman Charlotte Girard |
| \| \| 0–1 \| 13:23 – M. Anwander (S. Kratzer, M. Becker) (PP1) \| \| \| 0–2 \| 20:48 – F. Busch (A. Lanzl) \| \| \| 0–3 \| 58:31 – K. Spielberger (T. Eisenschmid, N. Kamenik) \| \| \| 0–4 \| 59:28 – F. Busch (S. Götz) (ENG) \| |                 |                                                     |              | Játékvezető: Melanie Bordeleau Vonalbírók: Therese Björkman Charlotte Girard |
| 8 perc | Büntetések      | 10 perc                                             |              | Játékvezető: Melanie Bordeleau Vonalbírók: Therese Björkman Charlotte Girard |
| 30 | Lövések         | 25                                                  |              | Játékvezető: Melanie Bordeleau Vonalbírók: Therese Björkman Charlotte Girard |
| | 0–1             | 13:23 – M. Anwander (S. Kratzer, M. Becker) (PP1)   |              | Játékvezető: Melanie Bordeleau Vonalbírók: Therese Björkman Charlotte Girard |
| | 0–2             | 20:48 – F. Busch (A. Lanzl)                         |              | Játékvezető: Melanie Bordeleau Vonalbírók: Therese Björkman Charlotte Girard |
| | 0–3             | 58:31 – K. Spielberger (T. Eisenschmid, N. Kamenik) |              | Játékvezető: Melanie Bordeleau Vonalbírók: Therese Björkman Charlotte Girard |
| | 0–4             | 59:28 – F. Busch (S. Götz) (ENG)                    |              |                                                                              |

| 2014. február 13. 21:00 (18:00) | Svédország (SWE) | 1–3 (0–1, 1–1, 0–1) | Oroszország (RUS) | Sajba Aréna, Szocsi Nézőszám: 5092 |

| Jegyzőkönyv | Jegyzőkönyv       | Jegyzőkönyv                                                | Jegyzőkönyv  | Jegyzőkönyv                                                           |
| --- | ----------------- | ---------------------------------------------------------- | ------------ | --------------------------------------------------------------------- |
| | Valentina Wallner | Kapusok                                                    | Anna Prugova | Játékvezető: Joy Tottman Vonalbírók: Stephanie Gagnon Alicia Hanrahan |
| \| \| 0–1 \| 08:38 – Anna Scsukina (Jekatyerina Paskevics, Anna Sohina) \| \| \| 0–2 \| 29:20 – Aljona Homics (Jekatyerina Szmolina) \| \| P. Winberg – 38:58 \| 1–2 \| \| \| \| 1–3 \| 58:07 – Jekatyerina Szmolenceva (Olga Szoszina) \| |                   |                                                            |              | Játékvezető: Joy Tottman Vonalbírók: Stephanie Gagnon Alicia Hanrahan |
| 14 perc | Büntetések        | 4 perc                                                     |              | Játékvezető: Joy Tottman Vonalbírók: Stephanie Gagnon Alicia Hanrahan |
| 16 | Lövések           | 31                                                         |              | Játékvezető: Joy Tottman Vonalbírók: Stephanie Gagnon Alicia Hanrahan |
| | 0–1               | 08:38 – Anna Scsukina (Jekatyerina Paskevics, Anna Sohina) |              | Játékvezető: Joy Tottman Vonalbírók: Stephanie Gagnon Alicia Hanrahan |
| | 0–2               | 29:20 – Aljona Homics (Jekatyerina Szmolina)               |              | Játékvezető: Joy Tottman Vonalbírók: Stephanie Gagnon Alicia Hanrahan |
| P. Winberg – 38:58 | 1–2               |                                                            |              | Játékvezető: Joy Tottman Vonalbírók: Stephanie Gagnon Alicia Hanrahan |
| | 1–3               | 58:07 – Jekatyerina Szmolenceva (Olga Szoszina)            |              |                                                                       |

## Egyenes kieséses szakasz
|  |              |                   |              |                  |                        |             |                  |             |                        |                        |               |               |               |
|  | Negyeddöntők | Negyeddöntők      | Negyeddöntők |                  |                        | Elődöntők   | Elődöntők        | Elődöntők   |                        |                        | Döntő         | Döntő         | Döntő         |
|  | Negyeddöntők | Negyeddöntők      | Negyeddöntők |                  |                        | Elődöntők   | Elődöntők        | Elődöntők   |                        |                        | Döntő         | Döntő         | Döntő         |
|  |              |                   |              | február 17.      |                        |             |                  |             |                        |                        |               |               |               |
|  |              |                   |              |                  |                        |             |                  |             |                        |                        |               |               |               |
|  | február 15.  | február 15.       | február 15.  | A1               | Kanada (CAN)           | 3           |                  |             |                        |                        |               |               |               |
|  | február 15.  | február 15.       | február 15.  | A1               | Kanada (CAN)           | 3           |                  |             |                        |                        |               |               |               |
|  | A4           | Svájc (SUI)       | 2            |                  |                        |             | Svájc (SUI)      | 1           |                        |                        | február 20.   | február 20.   | február 20.   |
|  | A4           | Svájc (SUI)       | 2            |                  |                        |             | Svájc (SUI)      | 1           |                        |                        | február 20.   | február 20.   | február 20.   |
|  | B1           | Oroszország (RUS) | 0            |                  |                        |             |                  |             | Kanada (CAN)           | Kanada (CAN)           | 3             |               |               |
|  | B1           | Oroszország (RUS) | 0            |                  |                        |             |                  |             | Kanada (CAN)           | Kanada (CAN)           | 3             |               |               |
|  |              |                   |              | február 17.      | február 17.            | február 17. |                  |             | Egyesült Államok (USA) | Egyesült Államok (USA) | 2             |               |               |
|  |              |                   |              | február 17.      | február 17.            | február 17. |                  |             | Egyesült Államok (USA) | Egyesült Államok (USA) | 2             |               |               |
|  | február 15.  | február 15.       | február 15.  | A2               | Egyesült Államok (USA) | 6           |                  |             |                        |                        |               |               |               |
|  | február 15.  | február 15.       | február 15.  | A2               | Egyesült Államok (USA) | 6           |                  |             |                        |                        |               |               |               |
|  | A3           | Finnország (FIN)  | 2            |                  |                        |             | Svédország (SWE) | 1           |                        |                        | Bronzmérkőzés | Bronzmérkőzés | Bronzmérkőzés |
|  | A3           | Finnország (FIN)  | 2            |                  |                        |             | Svédország (SWE) | 1           |                        |                        | Bronzmérkőzés | Bronzmérkőzés | Bronzmérkőzés |
|  | B2           | Svédország (SWE)  | 4            |                  |                        |             |                  |             | február 20.            | február 20.            | február 20.   |               |               |
|  | B2           | Svédország (SWE)  | 4            |                  |                        |             |                  |             | február 20.            | február 20.            | február 20.   |               |               |
|  |              |                   |              |                  |                        |             | Svájc (SUI)      | Svájc (SUI) | 4                      |                        |               |               |               |
|  |              |                   |              |                  |                        |             | Svájc (SUI)      | Svájc (SUI) | 4                      |                        |               |               |               |
|  |              |                   |              | Svédország (SWE) | Svédország (SWE)       | 3           |                  |             |                        |                        |               |               |               |
|  |              |                   |              | Svédország (SWE) | Svédország (SWE)       | 3           |                  |             |                        |                        |               |               |               |
|  |              |                   |              |                  |                        |             |                  |             |                        |                        |               |               |               |

### Negyeddöntők
| 2014. február 15. 12:00 (9:00) | Finnország (FIN) | 2–4 (0–0, 1–0, 1–4) | Svédország (SWE) | Sajba Aréna, Szocsi Nézőszám: 2917 |

| Jegyzőkönyv | Jegyzőkönyv | Jegyzőkönyv                                         | Jegyzőkönyv       | Jegyzőkönyv                                                             |
| --- | ----------- | --------------------------------------------------- | ----------------- | ----------------------------------------------------------------------- |
| | Noora Räty  | Kapusok                                             | Valentina Wallner | Játékvezető: Nicole Hertrich Vonalbírók: Stephanie Gagnon Laura Johnson |
| \| V. Hovi (L. Välimäki) – 33:16 \| 1–0 \| \| \| \| 1–1 \| 40:48 – A. Borgqvist (PP1) \| \| \| 1–2 \| 45:09 – L. Wester (J. Asserholt, P. Winberg) \| \| E. Nuutinen (K. Rantamäki, R. Lindstedt – 45:21 \| 2–2 \| \| \| \| 2–3 \| 55:45 – E. Eliasson (M. Löwenhielm, E. Grahm) (PP1) \| \| \| 2–4 \| 59:19 – E. Nordin (P. Winberg, E. Andersson) (ENG) \| |             |                                                     |                   | Játékvezető: Nicole Hertrich Vonalbírók: Stephanie Gagnon Laura Johnson |
| 12 perc | Büntetések  | 10 perc                                             |                   | Játékvezető: Nicole Hertrich Vonalbírók: Stephanie Gagnon Laura Johnson |
| 31 | Lövések     | 32                                                  |                   | Játékvezető: Nicole Hertrich Vonalbírók: Stephanie Gagnon Laura Johnson |
| V. Hovi (L. Välimäki) – 33:16 | 1–0         |                                                     |                   | Játékvezető: Nicole Hertrich Vonalbírók: Stephanie Gagnon Laura Johnson |
| | 1–1         | 40:48 – A. Borgqvist (PP1)                          |                   | Játékvezető: Nicole Hertrich Vonalbírók: Stephanie Gagnon Laura Johnson |
| | 1–2         | 45:09 – L. Wester (J. Asserholt, P. Winberg)        |                   | Játékvezető: Nicole Hertrich Vonalbírók: Stephanie Gagnon Laura Johnson |
| E. Nuutinen (K. Rantamäki, R. Lindstedt – 45:21 | 2–2         |                                                     |                   |                                                                         |
| | 2–3         | 55:45 – E. Eliasson (M. Löwenhielm, E. Grahm) (PP1) |                   |                                                                         |
| | 2–4         | 59:19 – E. Nordin (P. Winberg, E. Andersson) (ENG)  |                   |                                                                         |

| 2014. február 15. 16:30 (13:30) | Svájc (SUI) | 2–0 (1–0, 0–0, 1–0) | Oroszország (RUS) | Sajba Aréna, Szocsi Nézőszám: 4962 |

| Jegyzőkönyv                                                                                                   | Jegyzőkönyv        | Jegyzőkönyv | Jegyzőkönyv  | Jegyzőkönyv                                                          |
| --- | ------------------ | ----------- | ------------ | -------------------------------------------------------------------- |
| | Florence Schelling | Kapusok     | Anna Prugova | Játékvezető: Joy Tottman Vonalbírók: Therese Björkman Denise Caughey |
| \| J. Marty (A. Müller, S. Thalmann) – 10:46 \| 1–0 \| \| \| L. Stalder (N. Bullo) (ENG) – 59:39 \| 2–0 \| \| |                    |             |              | Játékvezető: Joy Tottman Vonalbírók: Therese Björkman Denise Caughey |
| 8 perc | Büntetések         | 2 perc      |              | Játékvezető: Joy Tottman Vonalbírók: Therese Björkman Denise Caughey |
| 27 | Lövések            | 41          |              | Játékvezető: Joy Tottman Vonalbírók: Therese Björkman Denise Caughey |
| J. Marty (A. Müller, S. Thalmann) – 10:46                                                                     | 1–0                |             |              | Játékvezető: Joy Tottman Vonalbírók: Therese Björkman Denise Caughey |
| L. Stalder (N. Bullo) (ENG) – 59:39                                                                           | 2–0                |             |              | Játékvezető: Joy Tottman Vonalbírók: Therese Björkman Denise Caughey |

### Az 5–8. helyért
| 2014. február 16. 12:00 (9:00) | Finnország (FIN) | 2–1 (2–0, 0–1, 0–0) | Németország (GER) | Sajba Aréna, Szocsi Nézőszám: 2009 |

| Jegyzőkönyv | Jegyzőkönyv | Jegyzőkönyv                      | Jegyzőkönyv    | Jegyzőkönyv                                                          |
| --- | ----------- | -------------------------------- | -------------- | -------------------------------------------------------------------- |
| | Noora Räty  | Kapusok                          | Jennifer Harss | Játékvezető: Aina Hove Vonalbírók: Michael Kudelová Zuzana Svobodová |
| \| J. Hiirikoski (R. Välilä) (PP1) – 01:15 \| 1–0 \| \| \| M. Karvinen (R. Välilä, S. Tapani) – 08:32 \| 2–0 \| \| \| \| 2–1 \| 28:59 – B. Evers (S. Götz) (PP1) \| |             |                                  |                | Játékvezető: Aina Hove Vonalbírók: Michael Kudelová Zuzana Svobodová |
| 8 perc | Büntetések  | 8 perc                           |                | Játékvezető: Aina Hove Vonalbírók: Michael Kudelová Zuzana Svobodová |
| 27 | Lövések     | 21                               |                | Játékvezető: Aina Hove Vonalbírók: Michael Kudelová Zuzana Svobodová |
| J. Hiirikoski (R. Välilä) (PP1) – 01:15 | 1–0         |                                  |                | Játékvezető: Aina Hove Vonalbírók: Michael Kudelová Zuzana Svobodová |
| M. Karvinen (R. Välilä, S. Tapani) – 08:32 | 2–0         |                                  |                | Játékvezető: Aina Hove Vonalbírók: Michael Kudelová Zuzana Svobodová |
| | 2–1         | 28:59 – B. Evers (S. Götz) (PP1) |                | Játékvezető: Aina Hove Vonalbírók: Michael Kudelová Zuzana Svobodová |

| 2014. február 16. 21:00 (18:00) | Oroszország (RUS) | 6–3 (1–0, 3–2, 2–1) | Japán (JPN) | Sajba Aréna, Szocsi Nézőszám: 4793 |

| Jegyzőkönyv | Jegyzőkönyv                  | Jegyzőkönyv                               | Jegyzőkönyv     | Jegyzőkönyv                                                         |
| --- | ---------------------------- | ----------------------------------------- | --------------- | ------------------------------------------------------------------- |
| | Anna Prugova Julija Leszkina | Kapusok                                   | Fudzsimoto Nana | Játékvezető: Anna Eskola Vonalbírók: Charlotte Girard Ilona Novotná |
| \| A. Scsukina (A. Sohina) – 16:12 \| 1–0 \| \| \| \| 1–1 \| 26:14 – Jamane T. (Ukita R.) \| \| A. Sohina (J. Szmolenceva) – 26:44 \| 2–1 \| \| \| \| 2–2 \| 26:50 – Toko A. (Kubo H.) \| \| G. Szkiba (I. Gavrilova, T. Burina) – 27:33 \| 3–2 \| \| \| O. Szoszina (J. Szmolenceva, A. Sohina) (PP1) – 31:32 \| 4–2 \| \| \| \| 4–3 \| 42:23 – Oszava Cs. (Jamane T., Hirano J.) \| \| G. Szkiba (T. Burina, I. Gavrilova) (PP1) – 49:39 \| 5–3 \| \| \| T. Burina (A. Sibanova, A. Homics) (PP1) – 55:42 \| 6–3 \| \| |                              |                                           |                 | Játékvezető: Anna Eskola Vonalbírók: Charlotte Girard Ilona Novotná |
| 6 perc | Büntetések                   | 10 perc                                   |                 | Játékvezető: Anna Eskola Vonalbírók: Charlotte Girard Ilona Novotná |
| 32 | Lövések                      | 27                                        |                 | Játékvezető: Anna Eskola Vonalbírók: Charlotte Girard Ilona Novotná |
| A. Scsukina (A. Sohina) – 16:12 | 1–0                          |                                           |                 | Játékvezető: Anna Eskola Vonalbírók: Charlotte Girard Ilona Novotná |
| | 1–1                          | 26:14 – Jamane T. (Ukita R.)              |                 | Játékvezető: Anna Eskola Vonalbírók: Charlotte Girard Ilona Novotná |
| A. Sohina (J. Szmolenceva) – 26:44 | 2–1                          |                                           |                 | Játékvezető: Anna Eskola Vonalbírók: Charlotte Girard Ilona Novotná |
| | 2–2                          | 26:50 – Toko A. (Kubo H.)                 |                 |                                                                     |
| G. Szkiba (I. Gavrilova, T. Burina) – 27:33 | 3–2                          |                                           |                 |                                                                     |
| O. Szoszina (J. Szmolenceva, A. Sohina) (PP1) – 31:32 | 4–2                          |                                           |                 |                                                                     |
| | 4–3                          | 42:23 – Oszava Cs. (Jamane T., Hirano J.) |                 |                                                                     |
| G. Szkiba (T. Burina, I. Gavrilova) (PP1) – 49:39 | 5–3                          |                                           |                 |                                                                     |
| T. Burina (A. Sibanova, A. Homics) (PP1) – 55:42 | 6–3                          |                                           |                 |                                                                     |

### Elődöntők
| 2014. február 17. 16:30 (12:30) | Egyesült Államok (USA) | 6–1 (3–0, 2–0, 1–1) | Svédország (SWE) | Sajba Aréna, Szocsi Nézőszám: 4542 |

| Jegyzőkönyv | Jegyzőkönyv   | Jegyzőkönyv                                    | Jegyzőkönyv                         | Jegyzőkönyv                                                                |
| --- | ------------- | ---------------------------------------------- | ----------------------------------- | -------------------------------------------------------------------------- |
| | Jessie Vetter | Kapusok                                        | Valentina Wallner Kim Martin Hasson | Játékvezető: Melanie Bordeleau Vonalbírók: Denise Caughey Zuzana Svobodová |
| \| A. Carpenter (M. Bozek, K. Stack) (PP1) – 06:10 \| 1–0 \| \| \| K. Bellamy (B. Decker, M. Bozek) – 07:16 \| 2–0 \| \| \| A. Kessel (B. Decker, G. Marvin) – 11:19 \| 3–0 \| \| \| M. Lamoureux (J. Lamoureux, K. Bellamy) (PP1) – 25:41 \| 4-0 \| \| \| M. Bozek (K. Coyne) – 32:17 \| 5–0 \| \| \| \| 5–1 \| 53:04 – A. Borgqvist (E. Eliasson, P. Winberg) \| \| B. Decker (K. Coyne, A. Kessel) – 56:58 \| 6–1 \| \| |               |                                                |                                     | Játékvezető: Melanie Bordeleau Vonalbírók: Denise Caughey Zuzana Svobodová |
| 6 perc | Büntetések    | 8 perc                                         |                                     | Játékvezető: Melanie Bordeleau Vonalbírók: Denise Caughey Zuzana Svobodová |
| 70 | Lövések       | 9                                              |                                     | Játékvezető: Melanie Bordeleau Vonalbírók: Denise Caughey Zuzana Svobodová |
| A. Carpenter (M. Bozek, K. Stack) (PP1) – 06:10 | 1–0           |                                                |                                     | Játékvezető: Melanie Bordeleau Vonalbírók: Denise Caughey Zuzana Svobodová |
| K. Bellamy (B. Decker, M. Bozek) – 07:16 | 2–0           |                                                |                                     | Játékvezető: Melanie Bordeleau Vonalbírók: Denise Caughey Zuzana Svobodová |
| A. Kessel (B. Decker, G. Marvin) – 11:19 | 3–0           |                                                |                                     | Játékvezető: Melanie Bordeleau Vonalbírók: Denise Caughey Zuzana Svobodová |
| M. Lamoureux (J. Lamoureux, K. Bellamy) (PP1) – 25:41 | 4-0           |                                                |                                     |                                                                            |
| M. Bozek (K. Coyne) – 32:17 | 5–0           |                                                |                                     |                                                                            |
| | 5–1           | 53:04 – A. Borgqvist (E. Eliasson, P. Winberg) |                                     |                                                                            |
| B. Decker (K. Coyne, A. Kessel) – 56:58 | 6–1           |                                                |                                     |                                                                            |

| 2014. február 17. 21:00 (18:00) | Kanada (CAN) | 3–1 (3–0, 0–1, 0–0) | Svájc (SUI) | Sajba Aréna, Szocsi Nézőszám: 3378 |

| Jegyzőkönyv | Jegyzőkönyv      | Jegyzőkönyv                              | Jegyzőkönyv        | Jegyzőkönyv                                                       |
| --- | ---------------- | ---------------------------------------- | ------------------ | ----------------------------------------------------------------- |
| | Shannon Szabados | Kapusok                                  | Florence Schelling | Játékvezető: Erin Blair Vonalbírók: Alicia Hanrahan Ilona Novotná |
| \| N. Spooner (H. Wickenheiser) – 07:29 \| 1–0 \| \| \| N. Spooner (C. Ward, H. Wickenheiser) (PP1) – 11:10 \| 2–0 \| \| \| M. Daoust (J. Wakefield) – 11:33 \| 3–0 \| \| \| \| 3–1 \| 25:14 – J. Lutz (S. Benz, L. Benz) (PP1) \| |                  |                                          |                    | Játékvezető: Erin Blair Vonalbírók: Alicia Hanrahan Ilona Novotná |
| 12 perc | Büntetések       | 10 perc                                  |                    | Játékvezető: Erin Blair Vonalbírók: Alicia Hanrahan Ilona Novotná |
| 48 | Lövések          | 22                                       |                    | Játékvezető: Erin Blair Vonalbírók: Alicia Hanrahan Ilona Novotná |
| N. Spooner (H. Wickenheiser) – 07:29 | 1–0              |                                          |                    | Játékvezető: Erin Blair Vonalbírók: Alicia Hanrahan Ilona Novotná |
| N. Spooner (C. Ward, H. Wickenheiser) (PP1) – 11:10 | 2–0              |                                          |                    | Játékvezető: Erin Blair Vonalbírók: Alicia Hanrahan Ilona Novotná |
| M. Daoust (J. Wakefield) – 11:33 | 3–0              |                                          |                    | Játékvezető: Erin Blair Vonalbírók: Alicia Hanrahan Ilona Novotná |
| | 3–1              | 25:14 – J. Lutz (S. Benz, L. Benz) (PP1) |                    |                                                                   |

### A 7. helyért
| 2014. február 18. 12:00 (9:00) | Németország (GER) | 3–2 (1–1, 2–0 , 0–1) | Japán (JPN) | Sajba Aréna, Szocsi Nézőszám: 2012 |

| Jegyzőkönyv | Jegyzőkönyv  | Jegyzőkönyv                                | Jegyzőkönyv                  | Jegyzőkönyv                                                                   |
| --- | ------------ | ------------------------------------------ | ---------------------------- | ----------------------------------------------------------------------------- |
| | Viona Harrer | Kapusok                                    | Fudzsimoto Nana Konisi Akane | Játékvezető: Melanie Bordeleau Vonalbírók: Therese Bjorkman Michaela Kúdeľová |
| \| S. Götz (F. Busch, J. Janzen) (PP) – 09:18 \| 1–0 \| \| \| \| 1–1 \| 13:04 – Kubo H. (Oszava Cs.) \| \| J. Zorn (F. Busch, S. Götz) – (PP) 24:30 \| 2–1 \| \| \| S. Seiler (L.C. Schuster, S. Kratzer) – 35:49 \| 3–1 \| \| \| \| 3–2 \| 42:56 – Jonejama H. (Kubo H., Szuzuki Sz.) \| |              |                                            |                              | Játékvezető: Melanie Bordeleau Vonalbírók: Therese Bjorkman Michaela Kúdeľová |
| 8 perc | Büntetések   | 12 perc                                    |                              | Játékvezető: Melanie Bordeleau Vonalbírók: Therese Bjorkman Michaela Kúdeľová |
| 23 | Lövések      | 29                                         |                              | Játékvezető: Melanie Bordeleau Vonalbírók: Therese Bjorkman Michaela Kúdeľová |
| S. Götz (F. Busch, J. Janzen) (PP) – 09:18 | 1–0          |                                            |                              | Játékvezető: Melanie Bordeleau Vonalbírók: Therese Bjorkman Michaela Kúdeľová |
| | 1–1          | 13:04 – Kubo H. (Oszava Cs.)               |                              | Játékvezető: Melanie Bordeleau Vonalbírók: Therese Bjorkman Michaela Kúdeľová |
| J. Zorn (F. Busch, S. Götz) – (PP) 24:30 | 2–1          |                                            |                              | Játékvezető: Melanie Bordeleau Vonalbírók: Therese Bjorkman Michaela Kúdeľová |
| S. Seiler (L.C. Schuster, S. Kratzer) – 35:49 | 3–1          |                                            |                              |                                                                               |
| | 3–2          | 42:56 – Jonejama H. (Kubo H., Szuzuki Sz.) |                              |                                                                               |

### Az 5. helyért
| 2014. február 18. 16:30 (13:30) | Finnország (FIN) | 4–0 (2–0, 0–0, 2–0) | Oroszország (RUS) | Sajba Aréna, Szocsi Nézőszám: 4112 |

| Jegyzőkönyv | Jegyzőkönyv | Jegyzőkönyv | Jegyzőkönyv  | Jegyzőkönyv                                                        |
| --- | ----------- | ----------- | ------------ | ------------------------------------------------------------------ |
| | Noora Räty  | Kapusok     | Anna Prugova | Játékvezető: Erin Blair Vonalbírók: Stephanie Gagnon Laura Johnson |
| \| L. Välimäki (K. Rantamäki, V. Hovi) – 16:37 \| 1–0 \| \| \| R. Välilä (S. Tapani, J. Hiirikoski) – 17:28 \| 2–0 \| \| \| M. Karvinen (R. Välilä, S. Tarkki) – 42:30 \| 3–0 \| \| \| M. Karvinen (R. Välilä, M. Tuominen) (PP) – 43:31 \| 4–0 \| \| |             |             |              | Játékvezető: Erin Blair Vonalbírók: Stephanie Gagnon Laura Johnson |
| 14 perc | Büntetések  | 12 perc     |              | Játékvezető: Erin Blair Vonalbírók: Stephanie Gagnon Laura Johnson |
| 29 | Lövések     | 19          |              | Játékvezető: Erin Blair Vonalbírók: Stephanie Gagnon Laura Johnson |
| L. Välimäki (K. Rantamäki, V. Hovi) – 16:37 | 1–0         |             |              | Játékvezető: Erin Blair Vonalbírók: Stephanie Gagnon Laura Johnson |
| R. Välilä (S. Tapani, J. Hiirikoski) – 17:28 | 2–0         |             |              | Játékvezető: Erin Blair Vonalbírók: Stephanie Gagnon Laura Johnson |
| M. Karvinen (R. Välilä, S. Tarkki) – 42:30 | 3–0         |             |              | Játékvezető: Erin Blair Vonalbírók: Stephanie Gagnon Laura Johnson |
| M. Karvinen (R. Välilä, M. Tuominen) (PP) – 43:31 | 4–0         |             |              |                                                                    |

### Bronzmérkőzés
| 2014. február 20. 16:00 (13:00) | Svájc (SUI) | 4–3 (0–1, 0–1, 4–1) | Svédország (SWE) | Bolsoj Jégcsarnok, Szocsi Nézőszám: 8263 |

| Jegyzőkönyv | Jegyzőkönyv        | Jegyzőkönyv                                      | Jegyzőkönyv       | Jegyzőkönyv                                                             |
| --- | ------------------ | ------------------------------------------------ | ----------------- | ----------------------------------------------------------------------- |
| | Florence Schelling | Kapusok                                          | Valentina Wallner | Játékvezető: Nicole Hertrich Vonalbírók: Denise Caughey Alicia Hanrahan |
| \| \| 0–1 \| 14:00 – M. Löwenhielm (M. Lindh, C. Östberg) \| \| \| 0–2 \| 38:58 – E. Johansson (C. Östberg) \| \| S. Benz (S. Forster) – 41:18 \| 1–2 \| \| \| P. Stanz (A. Müller) (PP) – 46:13 \| 2–2 \| \| \| J. Lutz (L. Stalder, L. Benz) – 53:43 \| 3–2 \| \| \| A. Müller (ENG) – 58:53 \| 4–2 \| \| \| \| 4–3 \| 59:16 – P. Winberg (J. Asserholt, E. Grahm) (EA) \| |                    |                                                  |                   | Játékvezető: Nicole Hertrich Vonalbírók: Denise Caughey Alicia Hanrahan |
| 10 perc | Büntetések         | 4 perc                                           |                   | Játékvezető: Nicole Hertrich Vonalbírók: Denise Caughey Alicia Hanrahan |
| 26 | Lövések            | 31                                               |                   | Játékvezető: Nicole Hertrich Vonalbírók: Denise Caughey Alicia Hanrahan |
| | 0–1                | 14:00 – M. Löwenhielm (M. Lindh, C. Östberg)     |                   | Játékvezető: Nicole Hertrich Vonalbírók: Denise Caughey Alicia Hanrahan |
| | 0–2                | 38:58 – E. Johansson (C. Östberg)                |                   | Játékvezető: Nicole Hertrich Vonalbírók: Denise Caughey Alicia Hanrahan |
| S. Benz (S. Forster) – 41:18 | 1–2                |                                                  |                   | Játékvezető: Nicole Hertrich Vonalbírók: Denise Caughey Alicia Hanrahan |
| P. Stanz (A. Müller) (PP) – 46:13 | 2–2                |                                                  |                   |                                                                         |
| J. Lutz (L. Stalder, L. Benz) – 53:43 | 3–2                |                                                  |                   |                                                                         |
| A. Müller (ENG) – 58:53 | 4–2                |                                                  |                   |                                                                         |
| | 4–3                | 59:16 – P. Winberg (J. Asserholt, E. Grahm) (EA) |                   |                                                                         |

### Döntő
| 2014. február 20. 21:00 (18:00) | Kanada (CAN) | 3–2 (h.u.) (0–0, 0–1, 2–1) (h.u.: 1–0) | Egyesült Államok (USA) | Bolsoj Jégcsarnok, Szocsi Nézőszám: 10 639 |

| Jegyzőkönyv | Jegyzőkönyv      | Jegyzőkönyv                                | Jegyzőkönyv   | Jegyzőkönyv                                                         |
| --- | ---------------- | ------------------------------------------ | ------------- | ------------------------------------------------------------------- |
| | Shannon Szabados | Kapusok                                    | Jessie Vetter | Játékvezető: Joy Tottman Vonalbírók: Ilona Novotná Zuzana Svobodová |
| \| \| 0–1 \| 31:57 – M. Duggan (J. Lamoureux) \| \| \| 0–2 \| 42:01 – A. Carpenter (H. Knight, K. Stack) \| \| B. Jenner (M. Mikkelson-Reid, J. Larocque) – 56:34 \| 1–2 \| \| \| M-P. Poulin (R. Johnston, H. Irwin) (EA) – 59:05 \| 2–2 \| \| \| M-P. Poulin (L. Fortino) (PP2) – 68:10 \| 3–2 \| \| |                  |                                            |               | Játékvezető: Joy Tottman Vonalbírók: Ilona Novotná Zuzana Svobodová |
| 10 perc | Büntetések       | 14 perc                                    |               | Játékvezető: Joy Tottman Vonalbírók: Ilona Novotná Zuzana Svobodová |
| 31 | Lövések          | 29                                         |               | Játékvezető: Joy Tottman Vonalbírók: Ilona Novotná Zuzana Svobodová |
| | 0–1              | 31:57 – M. Duggan (J. Lamoureux)           |               | Játékvezető: Joy Tottman Vonalbírók: Ilona Novotná Zuzana Svobodová |
| | 0–2              | 42:01 – A. Carpenter (H. Knight, K. Stack) |               | Játékvezető: Joy Tottman Vonalbírók: Ilona Novotná Zuzana Svobodová |
| B. Jenner (M. Mikkelson-Reid, J. Larocque) – 56:34 | 1–2              |                                            |               | Játékvezető: Joy Tottman Vonalbírók: Ilona Novotná Zuzana Svobodová |
| M-P. Poulin (R. Johnston, H. Irwin) (EA) – 59:05 | 2–2              |                                            |               |                                                                     |
| M-P. Poulin (L. Fortino) (PP2) – 68:10 | 3–2              |                                            |               |                                                                     |

| A 2014. évi téli olimpiai játékok női jégkorongtornájának olimpiai bajnoka |
| · KANADA · 4. cím                                                          |
| -------------------------------------------------------------------------- |

## Statisztikák

### Végeredmény
Minden pozícióért játszottak helyosztót.
| Hely. | Csapat                 | M | Gy | HGy | HV | V | G+ | G– | Gk  | P  | Végeredmény |
| ----- | ---------------------- | - | -- | --- | -- | - | -- | -- | --- | -- | ----------- |
| 1.    | Kanada (CAN)           | 5 | 4  | 1   | 0  | 0 | 17 | 5  | +12 | 14 | Arany       |
| 2.    | Egyesült Államok (USA) | 5 | 3  | 0   | 1  | 1 | 22 | 8  | +14 | 10 | Ezüst       |
| 3.    | Svájc (SUI)            | 6 | 2  | 0   | 1  | 3 | 10 | 24 | −14 | 7  | Bronz       |
| 4.    | Svédország (SWE)       | 6 | 3  | 0   | 0  | 3 | 14 | 15 | −1  | 9  |             |
|       |                        |   |    |     |    |   |    |    |     |    |             |
| 5.    | Finnország (FIN)       | 6 | 2  | 1   | 0  | 3 | 13 | 14 | −1  | 8  |             |
| 6.    | Németország (GER)      | 5 | 2  | 0   | 0  | 3 | 9  | 12 | −3  | 6  |             |
| 7.    | Japán (JPN)            | 5 | 0  | 0   | 0  | 5 | 6  | 16 | −10 | 0  |             |
| –     | Oroszország (RUS) (R)  | 6 | 4  | 0   | 0  | 2 | 15 | 12 | +3  | 12 | Kizárva     |